# Hefty Fine
Hefty Fine är det amerikanska bandet Bloodhound Gangs fjärde album och släpptes 27 september 2005. Det är uppföljaren till 2000 års Hooray for Boobies och nådde plats 24 på Billboard 200.

## Låtlista
1. "Strictly for the Tardcore" - 0:08
2. "Balls Out" - 4:19
3. "Foxtrot Uniform Charlie Kilo" - 2:51
4. "I'm the Least You Could Do" - 3:58
5. "Farting With a Walkman On" - 3:26
6. "Diarrhea Runs in the Family" - 0:23
7. "Ralph Wiggum" - 2:52
8. "Something Diabolical" - 5:10 (med Ville Valo)
9. "Overheard in a Wawa Parking Lot" - 0:04
10. "Pennsylvania" - 2:57
11. "Uhn Tiss Uhn Tiss Uhn Tiss" - 4:20
12. "Hefty Fine" - 9:14